# Галичица
Галичица (макед. Galičica, алб. Galichitsa) — гора в общине Охрид Юго-Западного региона Северной Македонии.

## География
Находится на границе Северной Македонии и Республики Албания. Находится на территории национального парка «Галичица», который находится между озёрами Охридское и Преспа и был утверждён в 1958 году

## Флора и фауна
В национальном парке «Галичица» обитает 1600 видов растений, многие из которых являются эндемиками или их виды находятся на грани полного исчезновения или вымирающие, а 13 видов обитают исключительно на склонах горы Галичица и нигде больше.

## Вершина
Вершина горы — пик Магаро, высотой 2255 метров.

## Галерея

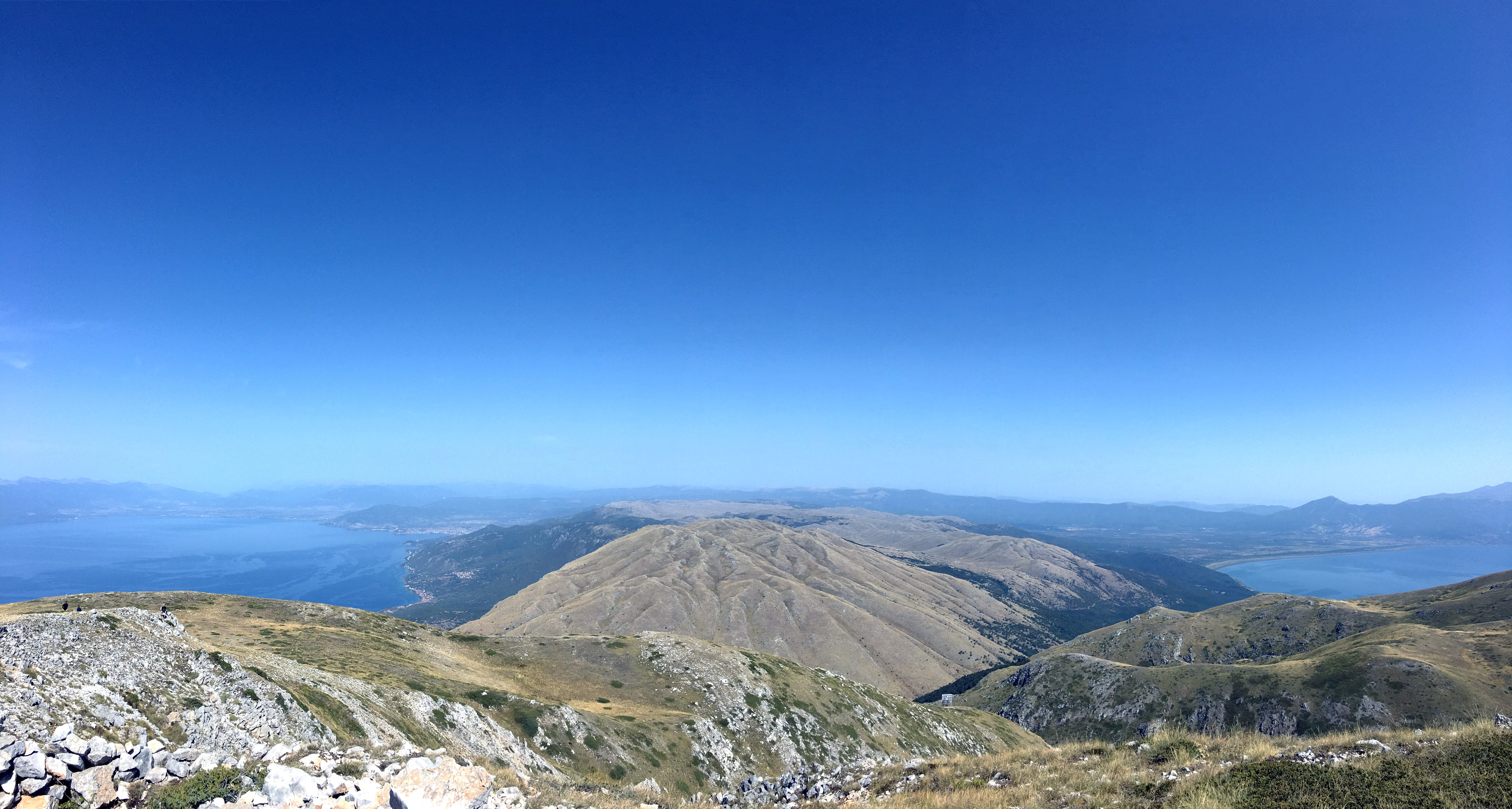
Озёра Охридское и Преспа. Вид с пика Магаро горы Галичица.
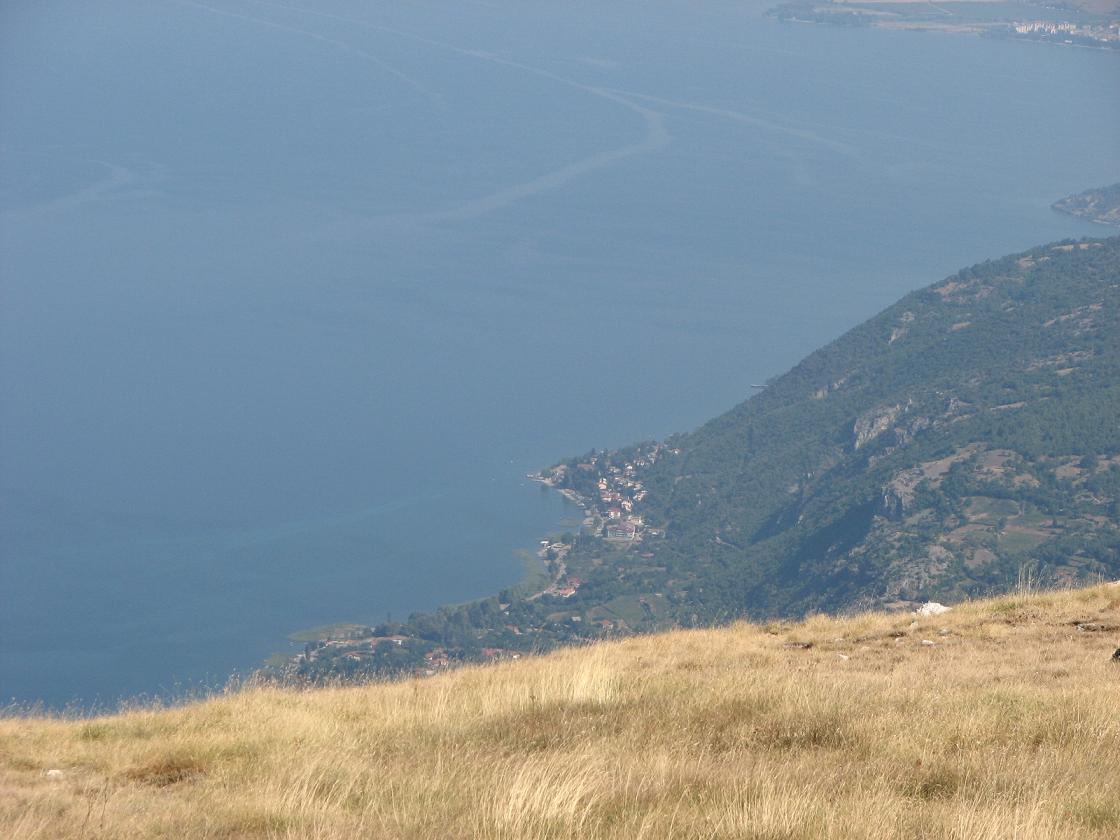
Северная часть Охридского озера. Вид с горы Галичица.
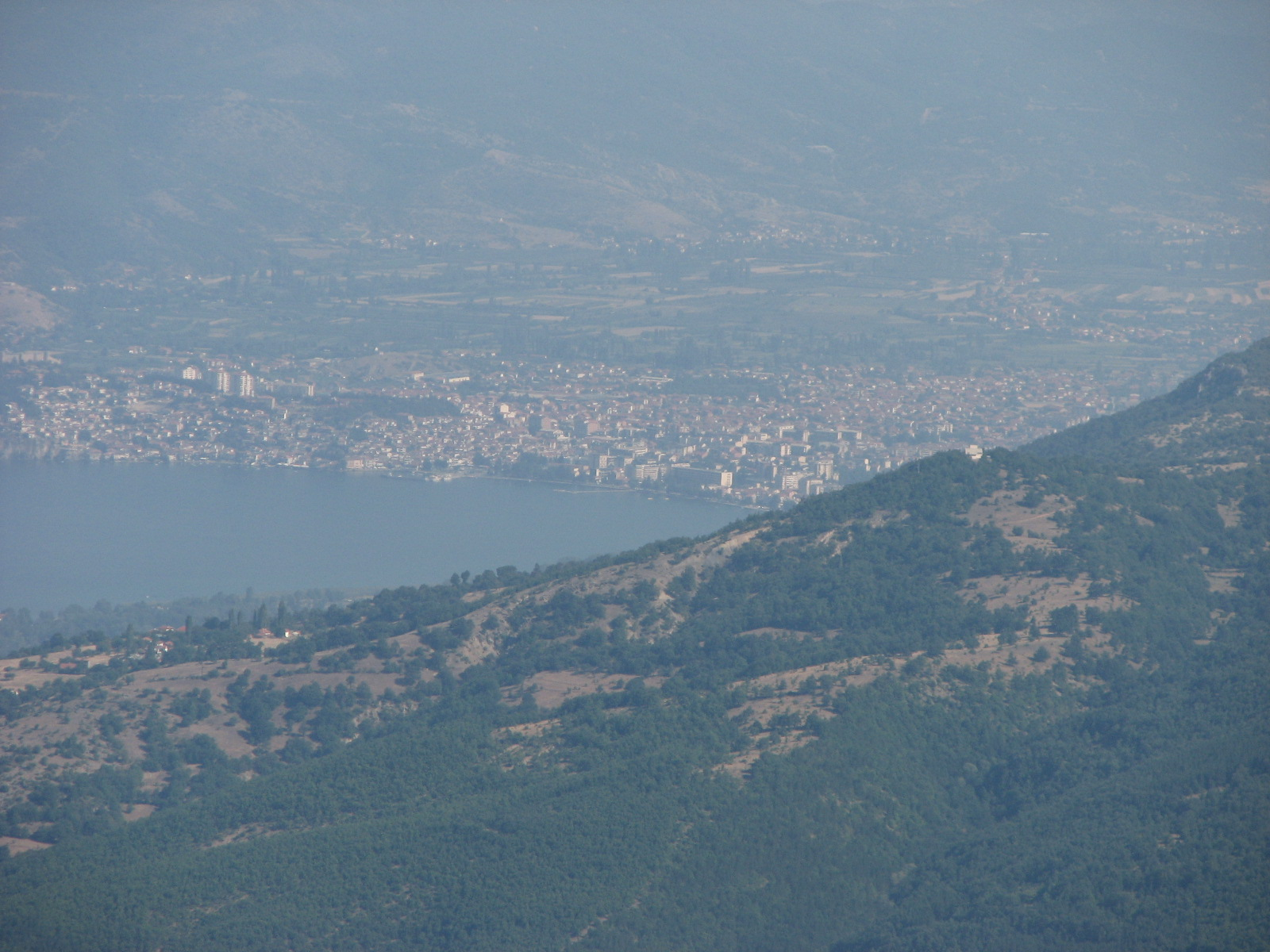
Город Охрид. Вид с горы Галичица.
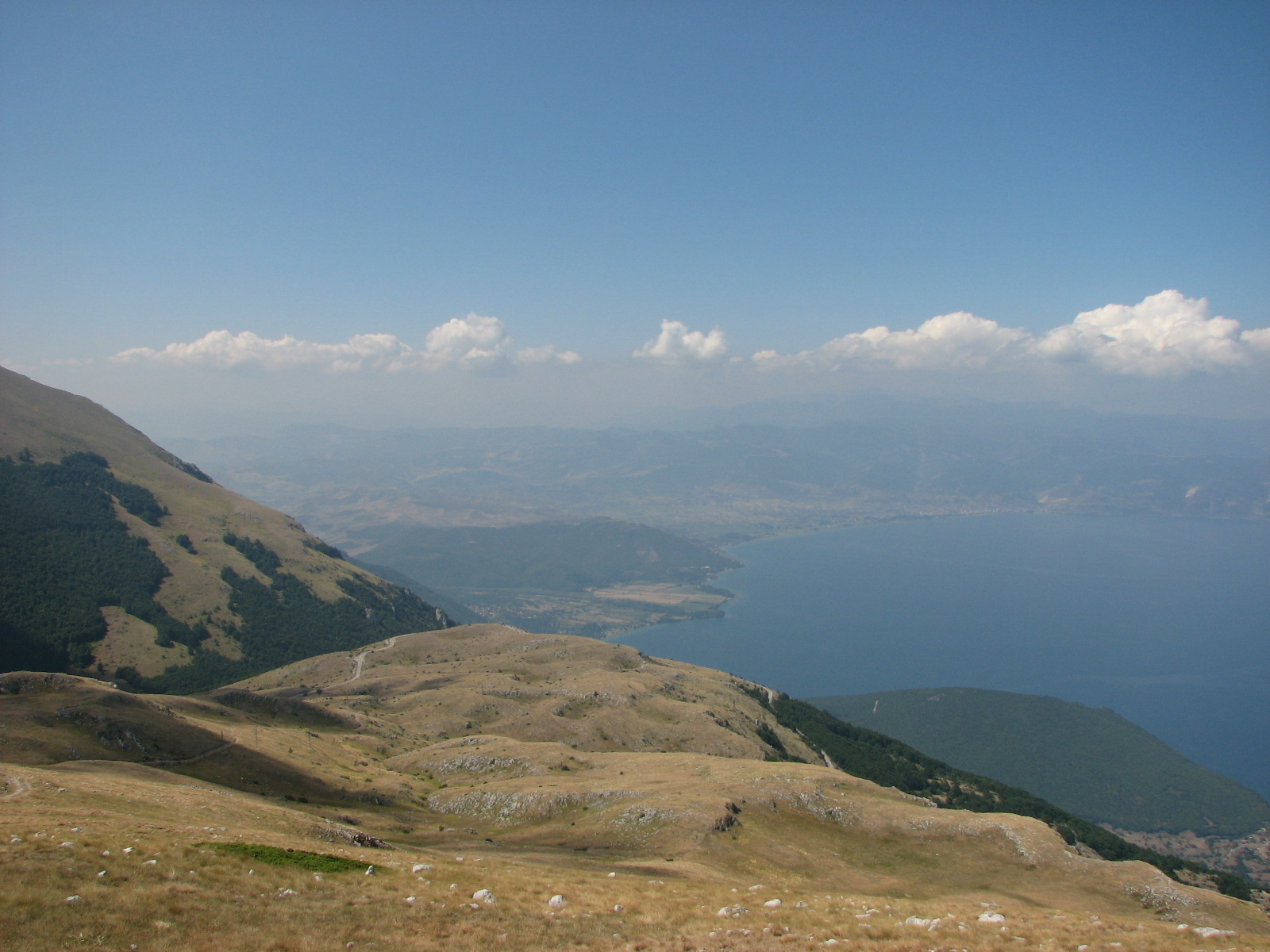
Южная часть Охридского озера. Вид с горы Галичица.
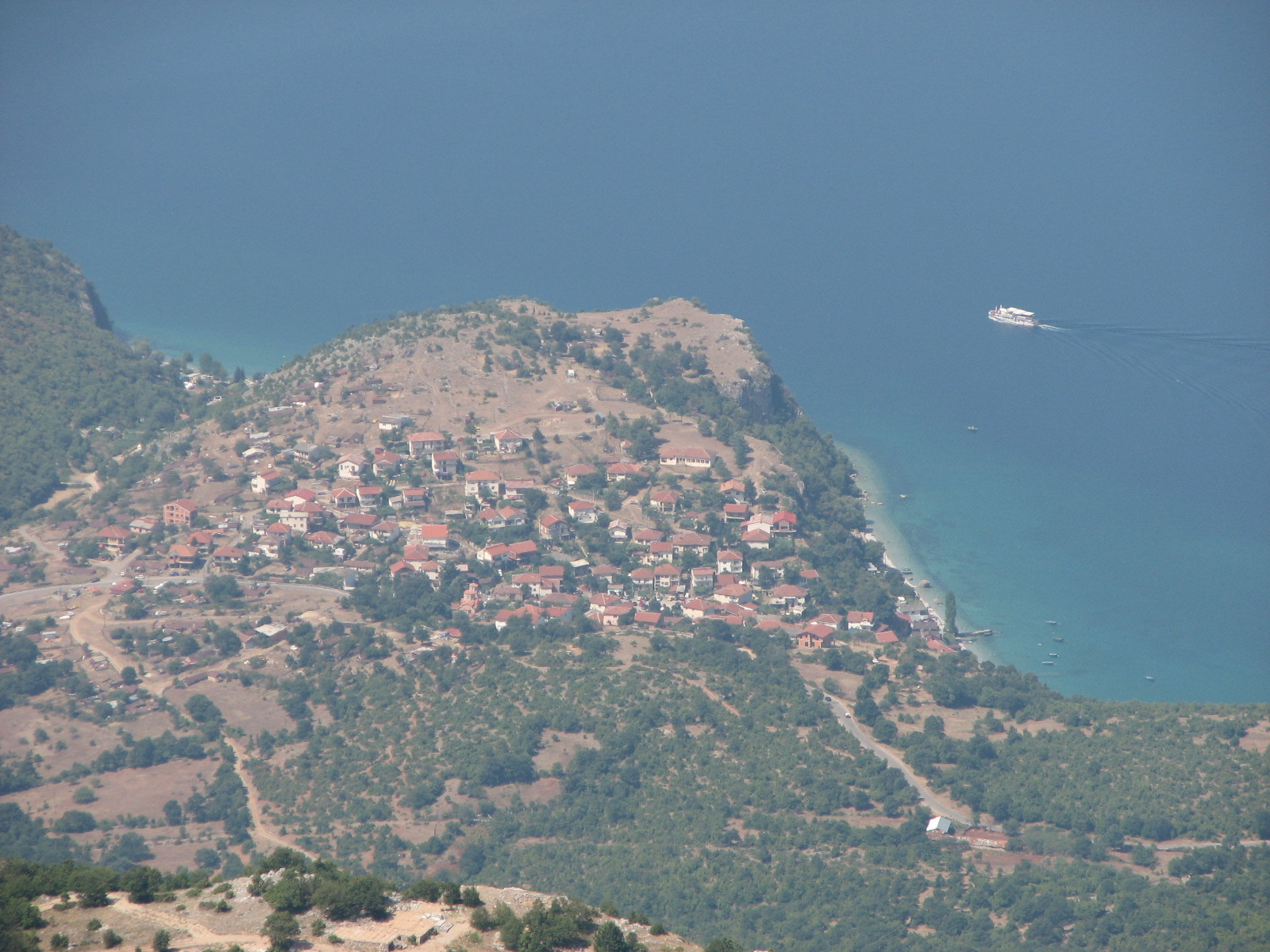
Деревня Трпейка. Вид с горы Галичица.
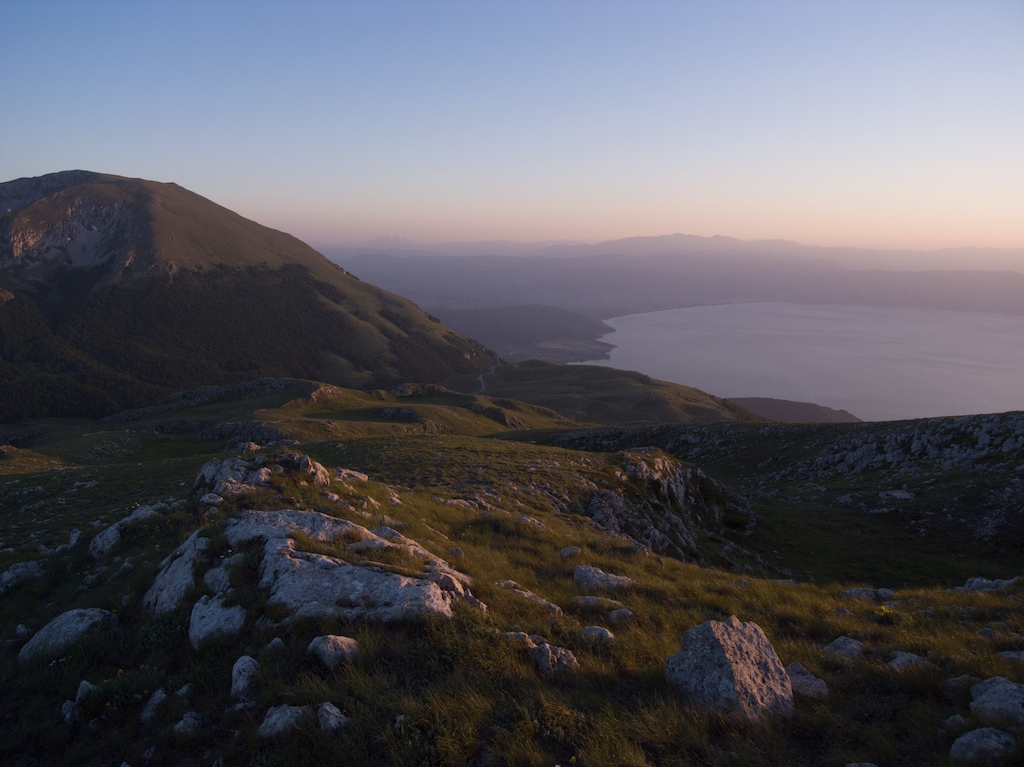
Южная часть Охридского озера.
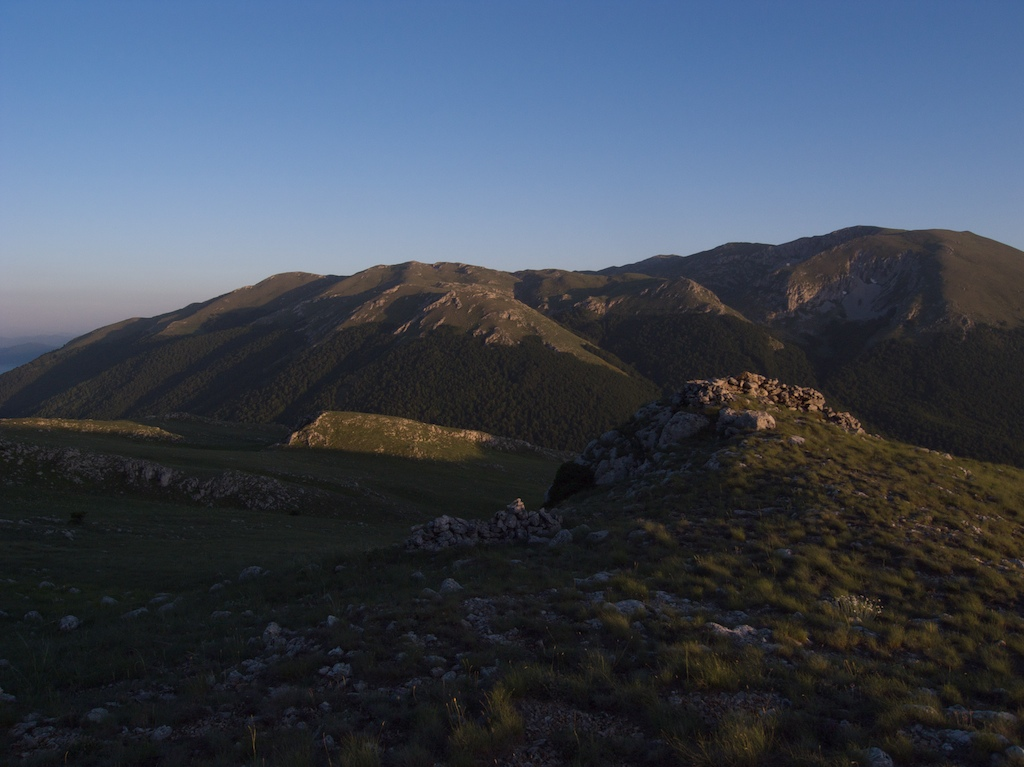
Гора Галичица весной.
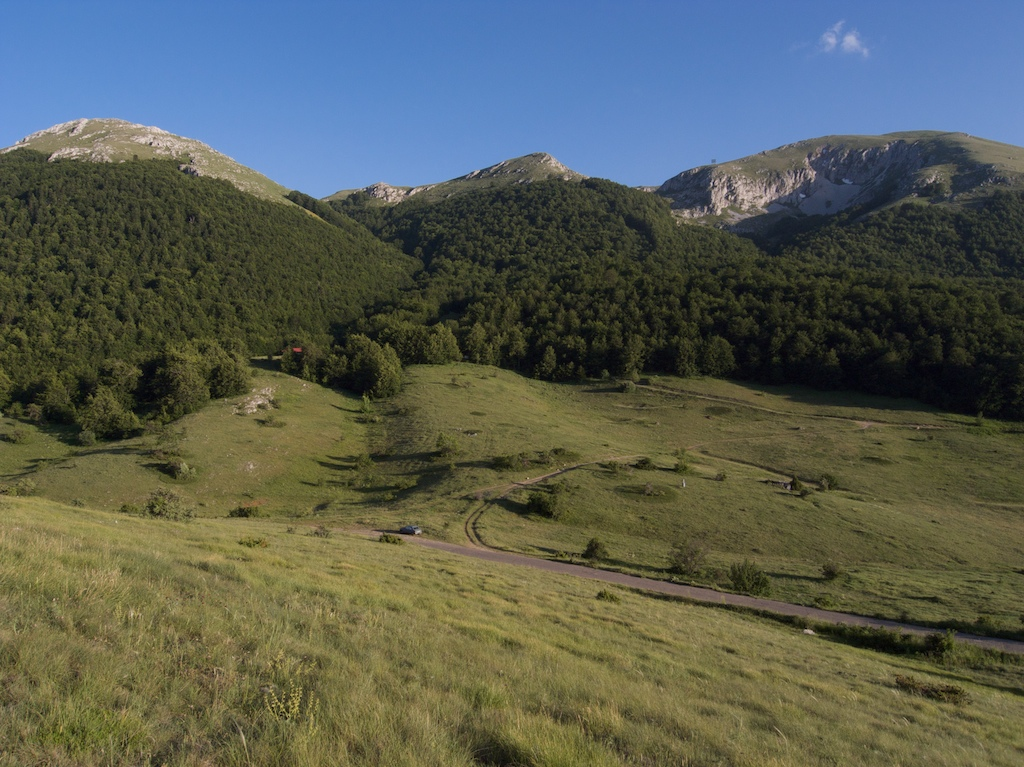
Дорога через гору Галичица.
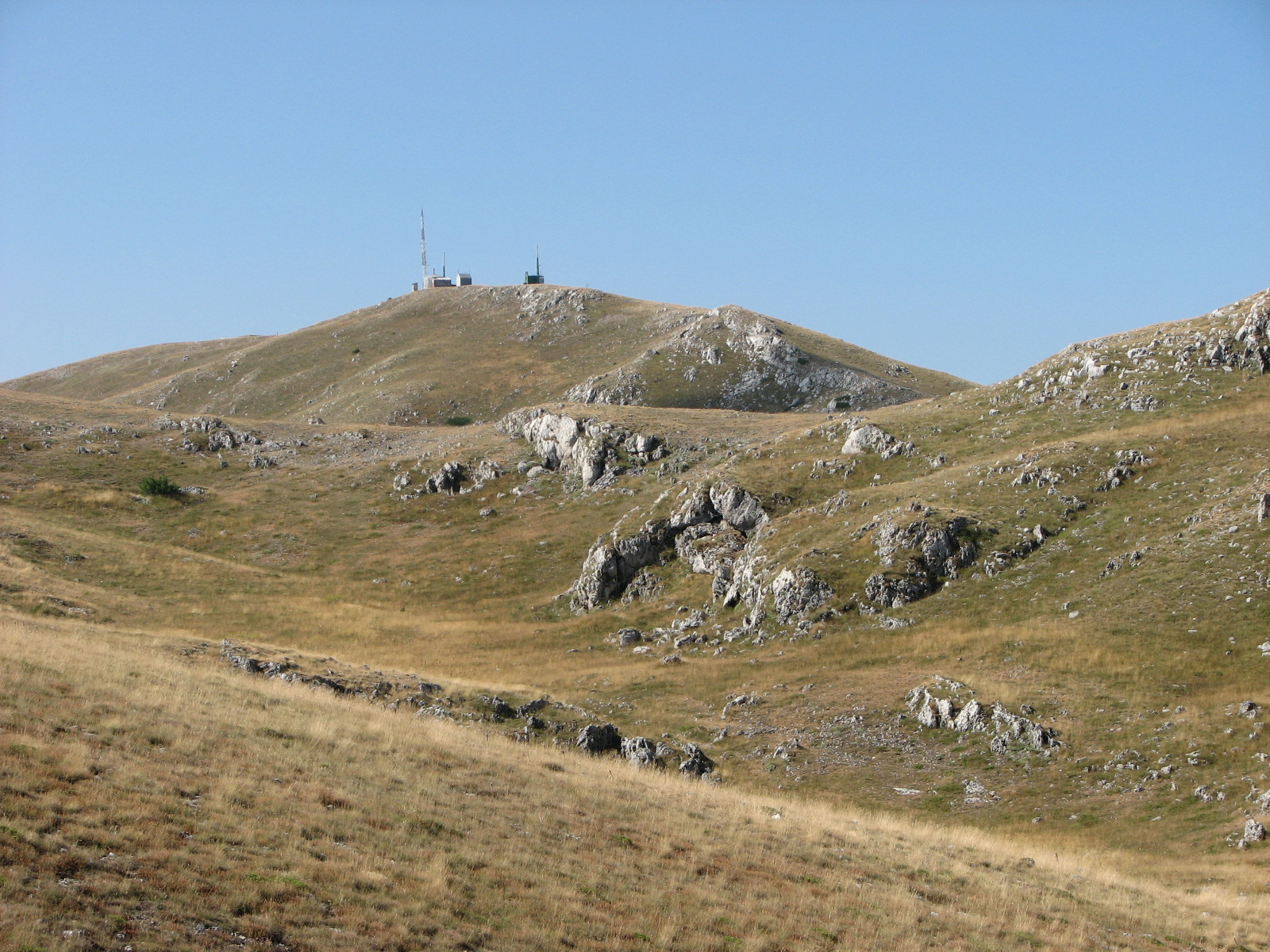
Гора Галичица летом.
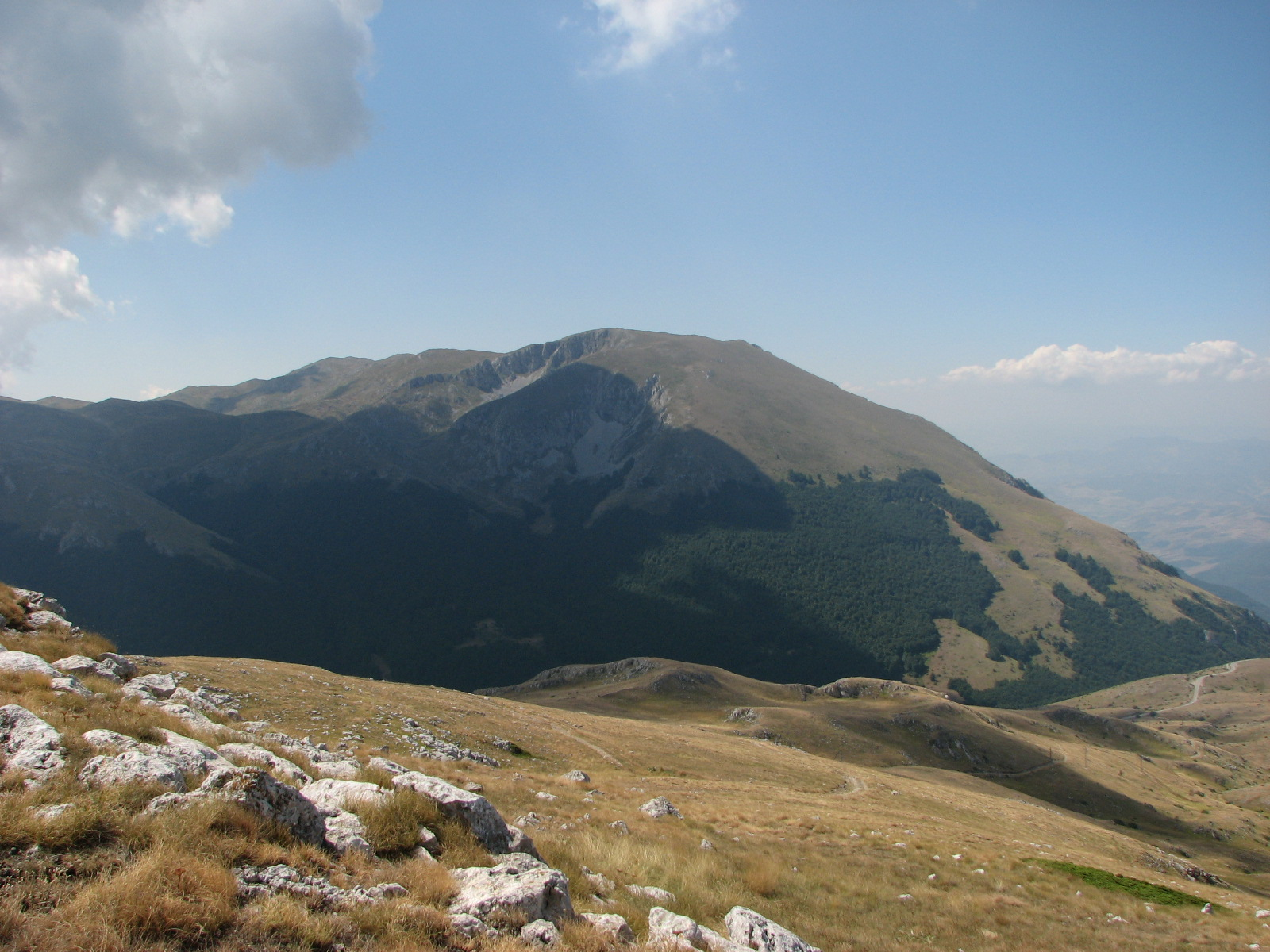
Пик Магаро.
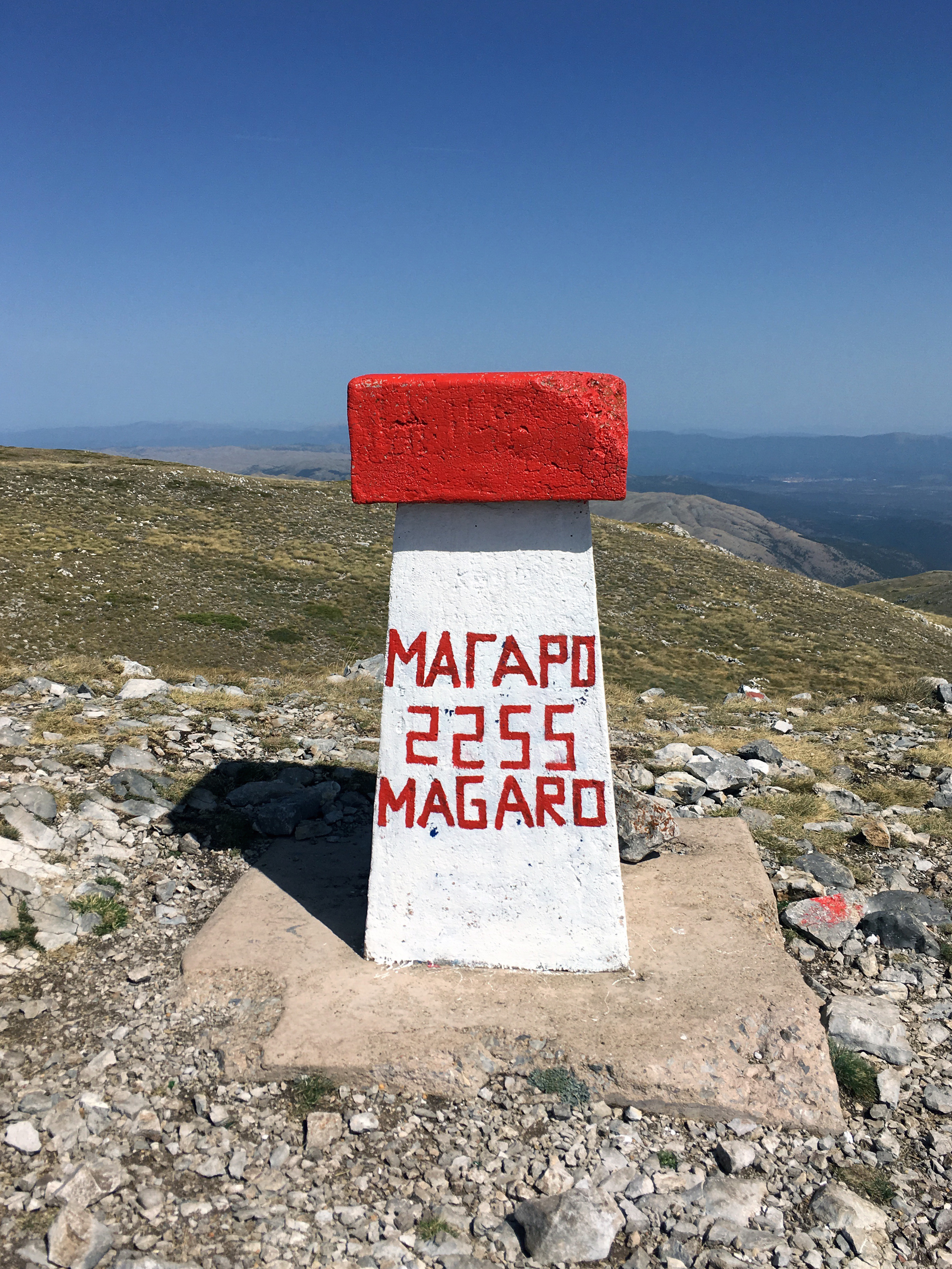
Стела на пике Магаро.
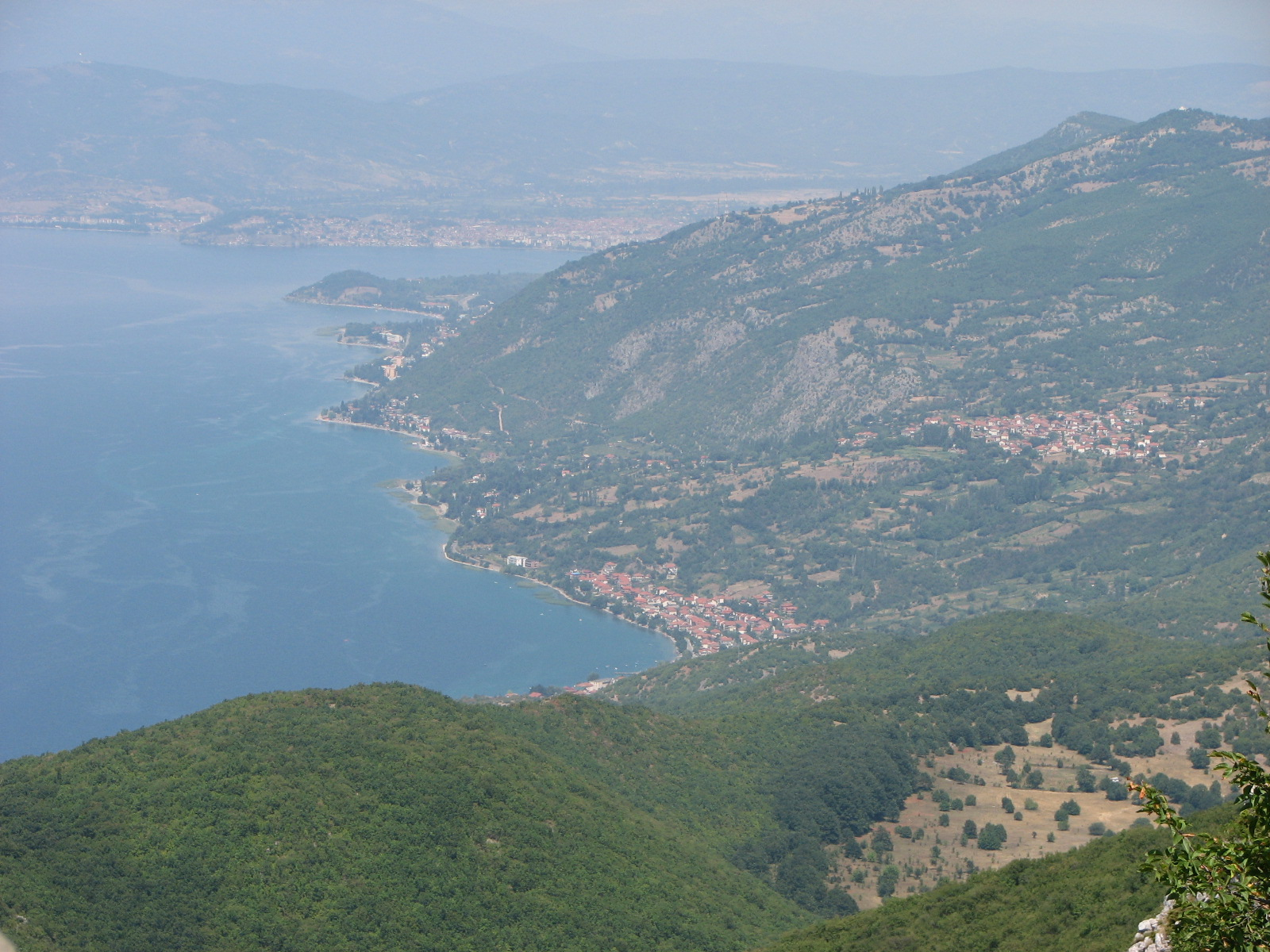
Восточная часть Охридского озера. Вид с горы Галичица.